# Вісенте Рамон Рока
Вісенте Рамон Рока Родрігес (2 вересня 1792 — 23 лютого 1858) — еквадорський політик, президент країни від грудня 1845 до жовтня 1849 року. Очолював повстання проти режиму Хуана Хосе Флореса разом із Хосе Хоакіном де Ольмедо та Дієго Нобоа.